# Malingen
Malingen var en gränsskog som var belägen i Grundsunda socken vid Ångermanlands gräns mot Västerbotten. Den låg på en brant grusås norr och öster om Saluån och syntes på långt håll. Grusåsen ligger delvis på sluttningen av höjden Saluliden (63°30'1.2"N 19°14'57.9"E) som kan ses som en del av Gabrielsberget (63°31'58.9"N 19°16'28.4"E). Namnet innehåller mal, 'sand, grus eller småsten vid stranden'.
Namnet överlever i ortnamnet Nordmaling.